# Lars Leuenberger
Lars Leuenberger, né le 29 mars 1975 à Uzwil, est un joueur professionnel suisse de hockey sur glace. 
Durant sa carrière de joueur, il a notamment joué pour le CP Berne et le HC Fribourg-Gottéron en LNA. Il est le frère de Sven Leuenberger et le cousin de Marc Leuenberger.

## Carrière de joueur
Lars Leuenberger a commencé sa carrière comme joueur de hockey au EHC Uzwil. Il a ensuite rejoint le CP Berne en Ligue nationale A avec lequel il joue jusqu’en 2000. En mars 2000, il est annoncé, avec son coéquipier Martin Rauch comme nouvelle recrue à Fribourg-Gottéron. Ses bonnes performances le font devenir l’un des joueurs préférés des fans de Gottéron. En avril 2002, deuxième meilleur compteur du club derrière Mike Gaul, son retour au CP Berne est annoncé malgré un contrat valable avec Fribourg,.
Il ne joue qu’une saison à Berne, y étant moins efficace qu’à Fribourg. Le 9 avril 2003, il est annoncé en même temps que Dan Hodgson, Samuel Balmer et Dino Kessler, comme nouvelle recrue du HC Bâle, champion de LNB et qui accède directement à la LNA à la suite de l'annulation des séries contre la relégation en LNA. Ayant peu joué avec Bâle en raison d’une blessure au genou, il signe en avril 2004 pour deux saisons à Ambrì où il termine sa carrière de joueur,.

## Carrière d’entraîneur
Après avoir entraîné dès 2009, les Juniors Élites du CP Berne, il devient en 2011, entraîneur-assistant de la première équipe aux côtés de l’entraîneur Antti Törmänen. Au licenciement de ce dernier, en novembre 2013, Leuenberger assure ad intérim le rôle d’entraîneur principal. Après une bonne série de matchs sous la conduite de Leuenberger (huit victoires en neuf parties), le CP Berne le confirme à son poste jusqu’à la fin de la saison. En janvier 2014, à la suite de six défaites en neuf parties, Leuenberger propose à son club de réagir en engageant un nouvel entraîneur. Le 27 janvier 2014, le CP Berne engage Guy Boucher, et Leuenberger redevient entraîneur-assistant.

## Statistiques

### En club
| Saison     | Équipe               | Ligue      |     | Saison régulière | Saison régulière | Saison régulière | Saison régulière | Saison régulière |   | Séries éliminatoires | Séries éliminatoires | Séries éliminatoires | Séries éliminatoires | Séries éliminatoires |
| Saison     | Équipe               | Ligue      | PJ  | B                | A                | Pts              | Pun              | PJ               | B | A                    | Pts                  | Pun                  |                      |                      |
| 1994-1995  | CP Berne             | LNA        | 34  | 5                | 7                | 12               | 34               | 6                | 0 | 2                    | 2                    | 2                    |                      |                      |
| 1995-1996  | CP Berne             | LNA        | 36  | 2                | 12               | 14               | 26               | 11               | 1 | 0                    | 1                    | 14                   |                      |                      |
| 1996-1997  | CP Berne             | LNA        | 41  | 14               | 23               | 37               | 12               | 13               | 2 | 7                    | 9                    | 4                    |                      |                      |
| 1997-1998  | CP Berne             | LNA        | 4   | 0                | 2                | 2                | 2                | 2                | 0 | 0                    | 0                    | 0                    |                      |                      |
| 1998-1999  | CP Berne             | LNA        | 45  | 9                | 12               | 21               | 81               | 6                | 1 | 2                    | 3                    | 0                    |                      |                      |
| 1999-2000  | CP Berne             | LNA        | 39  | 2                | 5                | 7                | 20               | 5                | 1 | 0                    | 1                    | 2                    |                      |                      |
| 2000-2001  | HC Fribourg-Gottéron | LNA        | 44  | 12               | 12               | 24               | 46               | 5                | 1 | 0                    | 1                    | 8                    |                      |                      |
| 2001-2002  | HC Fribourg-Gottéron | LNA        | 44  | 16               | 19               | 35               | 60               | 5                | 0 | 1                    | 1                    | 14                   |                      |                      |
| 2002-2003  | CP Berne             | LNA        | 39  | 5                | 11               | 16               | 20               | 11               | 1 | 0                    | 1                    | 0                    |                      |                      |
| 2003-2004  | HC Bâle              | LNA        | 16  | 1                | 4                | 5                | 14               | -                | - | -                    | -                    | -                    |                      |                      |
| 2004-2005  | HC Ambrì-Piotta      | LNA        | 35  | 6                | 4                | 10               | 20               | 5                | 0 | 3                    | 3                    | 4                    |                      |                      |
| 2005-2006  | HC Ambrì-Piotta      | LNA        | 36  | 2                | 5                | 7                | 20               | 7                | 0 | 0                    | 0                    | 2                    |                      |                      |
| Totaux LNA | Totaux LNA           | Totaux LNA | 413 | 74               | 116              | 190              | 355              | 76               | 7 | 15                   | 22                   | 50                   |                      |                      |

## Palmarès
- Champion de Suisse en 1996-1997 avec le CP Berne
- Champion de Suisse en 2012-2013 avec le CP Berne (en tant qu'entraîneur-assistant)
- Champion de Suisse en 2015-2016 avec le CP Berne (en tant qu'entraîneur)
- Champion de la Spengler Cup en 2024 avec le HC Fribourg-Gottéron (en tant qu'entraîneur)